# Aeródromo Cacique Blanco
El Aeródromo Cacique Blanco (OACI: SCBC) es un terminal aéreo ubicado cerca de Lago Verde, en la Provincia de Coyhaique, Región de Aysén, Chile. Es de propiedad privada.